# U-19-Fußball-Europameisterschaft der Frauen 2007
Die 10. U-19-Fußball-Europameisterschaft der Frauen wurde in der Zeit vom 18. bis 29. Juli 2007 in Island ausgetragen. Deutschland konnte durch einen 2:0-Sieg nach Verlängerung gegen England seinen Titel verteidigen. Es war bereits der fünfte Erfolg für die deutsche Mannschaft. Spielberechtigt waren Spielerinnen, die am 1. Januar 1988 oder später geboren wurden.

## Qualifikation
Für das Turnier wurde ein neuer Qualifikationsmodus eingeführt. Island war als Ausrichter automatisch qualifiziert. Die übrigen 44 gemeldeten Nationalmannschaften wurden auf elf Gruppen zu je vier Mannschaften aufgeteilt. Die Gruppensieger und -zweiten erreichten automatisch die 2. Qualifikationsrunde. Dazu kamen die zwei besten Gruppendritten. Für die Ermittlung der besten Gruppendritten wurden allerdings nur die jeweiligen Ergebnisse gegen die Gruppensieger und -zweiten herangezogen. Die erste Qualifikationsrunde wurde im September und Oktober 2006 ausgetragen.
Die 24 übrig gebliebenen Mannschaften wurden in der 2. Qualifikationsrunde auf sechs Gruppen zu je vier Mannschaften aufgeteilt. Die sechs Gruppensieger und der beste Gruppenzweite qualifizierten sich für das Finalturnier in Island. Die Turniere der 2. Qualifikationsrunde wurden im April 2007 ausgetragen.
Neben dem Europameistertitel wurden beim Finalturnier auch die vier europäischen Startplätze für die U-20-WM 2008 vergeben. Die vier Halbfinalisten qualifizierten sich für das Weltturnier in Chile, bei dem Europameister Deutschland den dritten Platz belegte.

## Spielorte
Die Spiele wurden in sieben verschiedenen Stadien in vier Städten Islands ausgetragen:
- Reykjavík – Laugardalsvöllur, Fylkisvöllur, KR-völlur und Víkingsvöllur
- Kópavogur – Kópavogsvöllur
- Akranes – Akranesvöllur
- Grindavík – Grindavíkurvöllur

## Vorrunde

### Gruppe A
| Pl. | Land        | Sp. | S | U | N | Tore    | Diff. | Punkte |
| --- | ----------- | --- | - | - | - | ------- | ----- | ------ |
| 1.  | Deutschland | 3   | 3 | 0 | 0 | 007:200 | +5    | 09     |
| 2.  | Norwegen    | 3   | 2 | 0 | 1 | 007:300 | +4    | 06     |
| 3.  | Dänemark    | 5   | 3 | 0 | 2 | 003:400 | −1    | 09     |
| 4.  | Island      | 3   | 0 | 0 | 3 | 003:110 | −8    | 0      |

|                            |   |             |           |
| 18. Juli 2007 in Reykjavík |   |             |           |
| Island                     | – | Norwegen    | 0:5 (0:1) |
| Dänemark                   | – | Deutschland | 0:1 (0:1) |
| 20. Juli 2007 in Kópavogur |   |             |           |
| Island                     | – | Dänemark    | 1:2 (0:2) |
| 20. Juli 2007 in Reykjavík |   |             |           |
| Norwegen                   | – | Deutschland | 0:2 (0:1) |
| 23. Juli 2007 in Grindavík |   |             |           |
| Deutschland                | – | Island      | 4:2 (2:0) |
| 23. Juli 2007 in Akranes   |   |             |           |
| Norwegen                   | – | Dänemark    | 2:1 (0:0) |

### Gruppe B
| Pl. | Land       | Sp. | S | U | N | Tore    | Diff. | Punkte |
| --- | ---------- | --- | - | - | - | ------- | ----- | ------ |
| 1.  | England    | 3   | 2 | 1 | 0 | 005:200 | +3    | 07     |
| 2.  | Frankreich | 3   | 2 | 0 | 1 | 006:300 | +3    | 06     |
| 3.  | Spanien    | 3   | 1 | 0 | 2 | 002:200 | ±0    | 03     |
| 4.  | Polen      | 3   | 0 | 1 | 2 | 001:700 | −6    | 01     |

|                            |   |            |           |
| 18. Juli 2007 in Reykjavík |   |            |           |
| Polen                      | – | England    | 1:1 (1:0) |
| 18. Juli 2007 in Kópavogur |   |            |           |
| Spanien                    | – | Frankreich | 0:1 (0:0) |
| 20. Juli 2007 in Grindavík |   |            |           |
| Polen                      | – | Spanien    | 0:2 (0:0) |
| 20. Juli 2007 in Akranes   |   |            |           |
| England                    | – | Frankreich | 3:1 (1:0) |
| 23. Juli 2007 in Reykjavík |   |            |           |
| Frankreich                 | – | Polen      | 4:0 (3:0) |
| England                    | – | Spanien    | 1:0 (1:0) |

## Finalrunde

### Halbfinale
|                            |   |            |                      |
| 26. Juli 2007 in Reykjavík |   |            |                      |
| Deutschland                | – | Frankreich | 4:2 n. V. (2:2, 1:0) |
| 26. Juli 2007 in Reykjavík |   |            |                      |
| England                    | – | Norwegen   | 3:0 (1:0)            |

### Finale
| Deutschland                                    | Deutschland | England | England |
| ---------------------------------------------- | --- | --- | ------- |
| Deutschland                                    | \| 29. Juli 2007 in Reykjavík (Laugardalsvöllur) \| \| Ergebnis: 2:0 n. V. \| \| Schiedsrichterin: Kirsi Savolainen ( Finnland) \| | \| 29. Juli 2007 in Reykjavík (Laugardalsvöllur) \| \| Ergebnis: 2:0 n. V. \| \| Schiedsrichterin: Kirsi Savolainen ( Finnland) \| | England |
| Deutschland                                    | Alisa Vetterlein – Katharina Baunach, Stefanie Draws, Carolin Schiewe, Nathalie Bock – Nadine Keßler, Nicole Banecki (112. Susanne Hartel), Lisa Schwab (59. Monique Kerschowski), Bianca Schmidt – Isabel Kerschowski, Stephanie Goddard (62. Imke Wübbenhorst) Cheftrainerin: Maren Meinert | Danielle Hill – Chelsea Weston, Sian Larkin, Fern Whealan, Sophie Bradley – Jessica Clarke, Danielle Buet, Natasha Dowie (81. Claire Rafferty), Elizabeth Edwards – Remi Allen (114. Faye McCoye), Ellen White Cheftrainerin: Maureen Marley | England |
| Deutschland                                    | 1:0 Nathalie Bock (97.) 2:0 Monique Kerschowski (119.) | | England |
| Deutschland                                    | Monique Kerschowski, Imke Wübbenhorst | Danielle Buet | England |
| 29. Juli 2007 in Reykjavík (Laugardalsvöllur)  | | |         |
| Ergebnis: 2:0 n. V.                            | | |         |
| Schiedsrichterin: Kirsi Savolainen ( Finnland) | | |         |

## Schiedsrichterinnen
- Kirsi Savolainen
- Efthalia Mitsi
- Esther Staubli
- Danijela Markovic
- Dilan Gökçek
- Katalin Kulcsár

## Die deutsche Mannschaft

### Kader
Für die EM-Endrunde nominierte Bundestrainerin Maren Meinert folgenden Kader:
| Nr.        | Name                               | Verein                 | Geburtstag | Spiele | Tore | Rote Karte | Gelb-Rote Karte | Gelbe Karte |
| Tor        | Tor                                | Tor                    | Tor        | Tor    | Tor  | Tor        | Tor             | Tor         |
| ---------- | ---------------------------------- | ---------------------- | ---------- | ------ | ---- | ---------- | --------------- | ----------- |
| 01         | Jana Burmeister                    | FF USV Jena            | 06.03.1989 | 1      | 0    | 0          | 0               | 0           |
| 12         | Alisa Vetterlein                   | VfL Sindelfingen       | 22.10.1988 | 4      | 0    | 0          | 0               | 0           |
| Abwehr     |                                    |                        |            |        |      |            |                 |             |
| 03         | Katharina Baunach                  | Bayern München         | 18.01.1989 | 5      | 0    | 0          | 0               | 1           |
| 04         | Stefanie Draws                     | 1. FFC Turbine Potsdam | 16.10.1989 | 4      | 0    | 0          | 0               | 0           |
| 17         | Daniela Löwenberg                  | SG Wattenscheid 09     | 11.01.1988 | 1      | 0    | 0          | 0               | 0           |
| 14         | Pia Marxkord                       | 1. FFC Turbine Potsdam | 15.10.1988 | 1      | 0    | 0          | 0               | 0           |
| 05         | Carolin Schiewe                    | 1. FFC Turbine Potsdam | 23.10.1988 | 5      | 0    | 0          | 0               | 1           |
| 02         | Bianca Schmidt                     | 1. FFC Turbine Potsdam | 23.01.1990 | 4      | 0    | 0          | 0               | 0           |
| Mittelfeld |                                    |                        |            |        |      |            |                 |             |
| 08         | Nathalie Bock                      | VfL Wolfsburg          | 21.10.1988 | 5      | 2    | 0          | 0               | 1           |
| 10         | Nadine Keßler (Mannschaftskapitän) | 1. FC Saarbrücken      | 04.04.1988 | 5      | 2    | 0          | 0               | 0           |
| 15         | Julia Šimić                        | Bayern München         | 14.05.1989 | 3      | 0    | 0          | 0               | 0           |
| 06         | Imke Wübbenhorst                   | Hamburger SV           | 10.12.1988 | 3      | 1    | 0          | 0               | 0           |
| Angriff    |                                    |                        |            |        |      |            |                 |             |
| 11         | Nicole Banecki                     | Bayern München         | 03.09.1988 | 5      | 1    | 0          | 0               | 0           |
| 18         | Stephanie Goddard                  | FCR 2001 Duisburg      | 15.02.1988 | 4      | 2    | 0          | 0               | 0           |
| 16         | Susanne Hartel                     | SC Freiburg            | 02.02.1988 | 5      | 1    | 0          | 0               | 1           |
| 09         | Isabel Kerschowski                 | 1. FFC Turbine Potsdam | 22.01.1988 | 4      | 2    | 0          | 0               | 1           |
| 07         | Monique Kerschowski                | 1. FFC Turbine Potsdam | 22.01.1988 | 5      | 2    | 0          | 0               | 0           |
| 13         | Lisa Schwab                        | 1. FC Saarbrücken      | 30.05.1989 | 5      | 0    | 0          | 0               | 0           |

### 1. Qualifikationsrunde
| Pl. | Land        | Sp. | S | U | N | Tore    | Diff. | Punkte |
| --- | ----------- | --- | - | - | - | ------- | ----- | ------ |
| 1.  | Deutschland | 3   | 3 | 0 | 0 | 030:100 | +29   | 09     |
| 2.  | Österreich  | 3   | 2 | 0 | 1 | 018:600 | +12   | 06     |
| 3.  | Mazedonien  | 3   | 0 | 1 | 2 | 003:160 | −13   | 01     |
| 4.  | Georgien    | 3   | 0 | 1 | 2 | 002:300 | −28   | 01     |

Alle Spiele in Strumica (Mazedonien).
|                    |   |            |      |
| 26. September 2006 |   |            |      |
| Deutschland        | – | Mazedonien | 7:0  |
| Österreich         | – | Georgien   | 10:0 |
| 28. September 2006 |   |            |      |
| Deutschland        | – | Georgien   | 18:0 |
| Österreich         | – | Mazedonien | 7:1  |
| 1. Oktober 2007    |   |            |      |
| Deutschland        | – | Österreich | 5:1  |
| Mazedonien         | – | Georgien   | 2:2  |

Die erste Qualifikationsrunde wurde für die deutsche Auswahl zu einem Spaziergang. Mit drei deutlichen Siegen schaffte die Elf von Maren Meinert locker die Qualifikation für die zweite Runde. Der 18:0-Sieg über Georgien war der höchste Sieg in der Geschichte der U-19-Nationalmannschaft. Erfolgreichste Torschützin war Maxine Mittendorf (FC Gütersloh 2000) mit sechs Toren.

### 2. Qualifikationsrunde
| Pl. | Land        | Sp. | S | U | N | Tore    | Diff. | Punkte |
| --- | ----------- | --- | - | - | - | ------- | ----- | ------ |
| 1.  | Deutschland | 3   | 3 | 0 | 0 | 013:100 | +12   | 09     |
| 2.  | Ungarn      | 3   | 1 | 1 | 1 | 006:400 | +2    | 04     |
| 3.  | Schottland  | 3   | 0 | 2 | 1 | 003:600 | −3    | 02     |
| 4.  | Schweden    | 3   | 0 | 1 | 2 | 002:700 | −5    | 01     |

Alle Spiele in Büdelsdorf und Lübeck (Deutschland).
|                            |   |             |     |
| 10. April 2007, Lübeck     |   |             |     |
| Schottland                 | – | Ungarn      | 3:3 |
| Deutschland                | – | Schweden    | 4:1 |
| 12. April 2007, Büdelsdorf |   |             |     |
| Schweden                   | – | Schottland  | 0:0 |
| Deutschland                | – | Ungarn      | 6:0 |
| 15. April 2007, Büdelsdorf |   |             |     |
| Ungarn                     | – | Schweden    | 3:1 |
| 15. April 2007, Lübeck     |   |             |     |
| Schottland                 | – | Deutschland | 0:3 |

Mit drei Siegen qualifizierte sich die deutsche Auswahl deutlich für die Endrunde in Island. Erfolgreichste deutsche Torschützin war Isabel Kerschowski (1. FFC Turbine Potsdam) mit drei Treffern. Überraschend Letzter wurde die schwedische Mannschaft.